# STILLING,STILL DREAMING
『STILLING,STILL DREAMING』（スティリング・スティル・ドリーミング）は、THA BLUE HERBの1枚目のアルバム。

## 解説
歌詞カードに書かれている歌詞と、実際に歌われている歌詞とは微妙に異なっている。2002年4月19日に再発された時にボーナス・トラックとして、今では貴重なファースト・セカンドシングルが収録。

## 収録曲
DISC1
1. THIS '98
地下鉄南北線札幌駅の雑踏の音から始まる。
2. ONCE UPON A LAIF IN SAPPORO
3. ￥
「金」をテーマとした作品
4. SHOCK-SHINEの乱(REMIX)
曲の最初と最後に映画のセリフが流れる。このセリフは1989年に公開された『座頭市』からサンプリングしたもの
5. BOSSIZM
6. STOICIZM PRELUDE(NO TIME)
インスト
7. STOICIZM
8. 孤憤
雑音の中、一人でBOSSが淡々と多くの人々に向かって語りかける
9. COAST 2 COAST 2
10. 続・腐触
以前発表された「腐触列島」の続編。曲の中にニュース速報のような雑音が入る
11. ペンと知恵の輪(WE LOVE IT MADLY)
以前発表された「知恵の輪」の続編
12. あの夜だけが
女性ボーカル参加作品。「LIFE STORY」に続編「この夜だけは」がある
13. AME NI MO MAKEZ

- DISC2

1. SHOCK-SHINEの乱(1 PREMISE)
2. RAGING BULL
3. 知恵の輪(THIRD HALLUCINATION CHAOS)
4. 北風(WIND FOR WIN)

全曲作詞:BOSS THE MC、作曲:O・N・O